# シェヌーダ3世 (コプト教会アレクサンドリア総主教)
シェヌーダ3世（シェヌーダ3せい、英語: Pope Shenouda III、コプト語:Ⲡⲁⲡⲁ Ⲁⲃⲃⲁ Ϣⲉⲛⲟⲩϯ ⲡⲓⲙⲁϩ ϣⲟⲩⲙⲧ、アラビア語: البابا شنوده الثالث بابا الإسكندرية وبطريرك الكرازة المرقس
、1923年8月3日 - 2012年3月17日）は第117代コプト正教会教皇。
コプト教皇として、アレクサンドリア教皇並びに聖マルコ大主教管区総主教を務めた。

## 経歴
エジプトアシュート県で生まれる。8人の子供の内、末っ子だった。16歳の時に、コプト正教会に積極的に通い始めた。首都カイロギザ地区のフアード1世大学（現カイロ大学）で学位を取り、神学校に通う。
1949年に神学校を卒業し、コプト正教会の修道士となる。1954年7月18日にワーディー・ナトルーンの修道院に入り、6年後の1960年までコプト正教会の教えを受けた。
1971年3月9日に教皇キリロス6世が死去し、同年11月14日に教皇に就任した。教皇就任式典は、カイロのコプト聖堂で行われた。以降40年以上にわたり、教皇としてイスラム教徒との融和やイスラム過激派からの信者の防御に尽くした。
1981年、イスラム主義勢力の懐柔を模索するアンワル・アッ＝サーダート大統領は、シェヌーダ3世を砂漠地帯に幽閉したが、1985年にホスニー・ムバーラクによってカイロへ連れ戻された。ムバーラク政権とは良好な関係を維持した。
晩年は長年にわたって肺と肝臓を患っていた。2012年3月17日に死去。88歳没。遺体は翌18日にカイロにある聖マルコ大聖堂に移され、数日間公開された。